# Guitarra solo

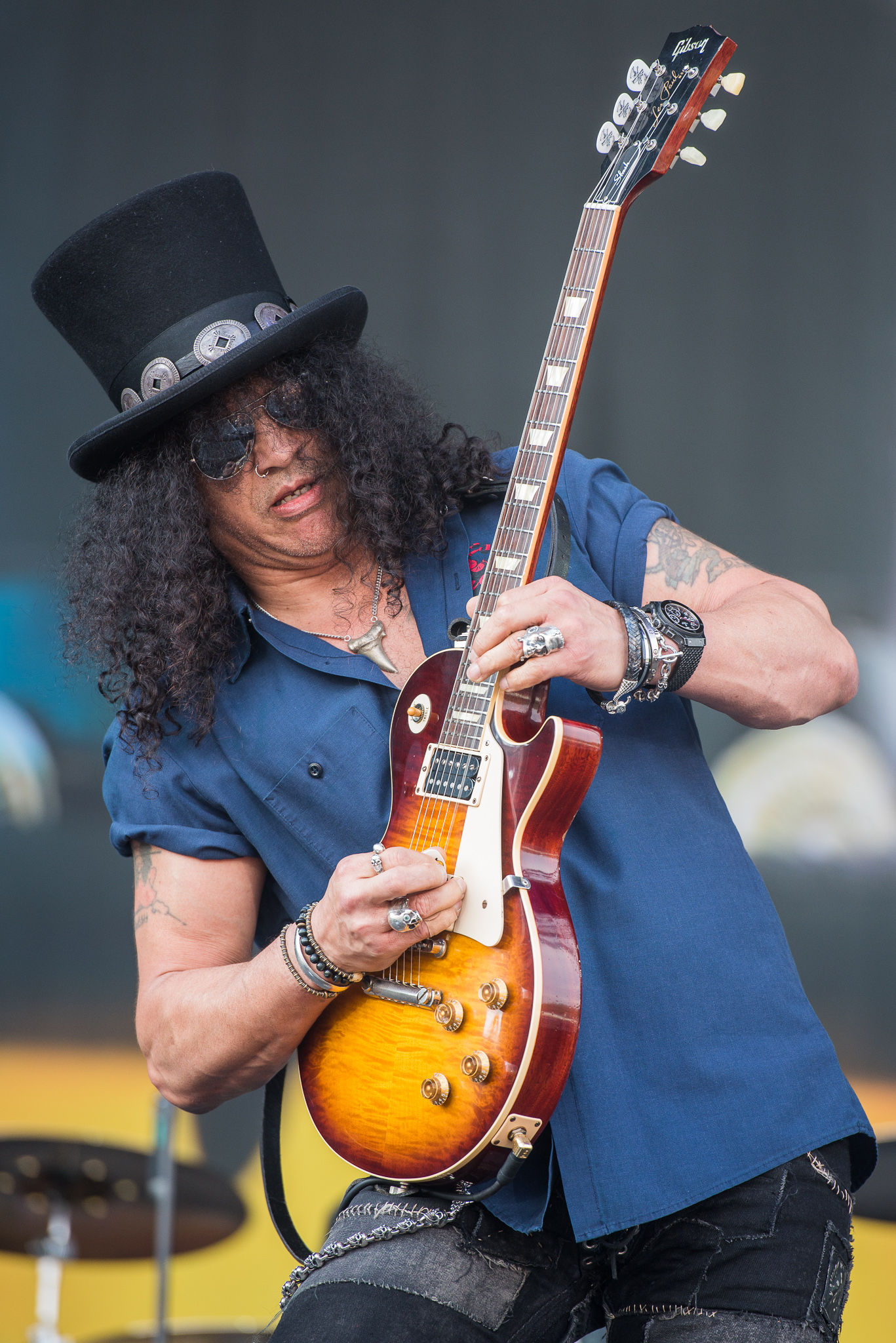
Slash, um dos mais reconhecíveis guitarristas solo, em concerto na Alemanha em 2015

Guitarra solo ou guitarra líder é a guitarra líder e principal executada por um músico em uma banda, que costuma fazer a parte melódica da canção. Geralmente esta definição existe em contraponto a uma guitarra base; isto ocorre quando há mais de um guitarrista em uma mesma banda. Esta distinção é feita, mais comumente, em bandas de rock e metal, porém pode se aplicar à qualquer gênero musical que tenha guitarras.

## Detalhando
O guitarrista solo tipicamente toca os solos de guitarra, riffs, licks e fills. Solos podem ser improvisados ou passagens escritas que são tocadas com o acompanhamento do resto da banda até o clímax da música. Os riffs são usualmente as introduções das músicas e normalmente se repetem durante toda a música. Os fills ocorrem durante as paradas da música, geralmente entre um verso, uma estrofe ou uma seção da música, o fill é tocado para completar esses espaços.
Com a variedade de bandas de heavy metal e hard rock, os guitarristas solo tornaram-se mais variados e virtuosos. Na atualidade, a distinção entre guitarra rítmica e guitarra solo está perdendo toda sua importância, porque quando em um grupo há mais de um guitarrista, o habitual é que se repartam entre eles o trabalho.
E utilizam técnicas como speed picking, arpeggios e fret tapping para maximizar sua velocidade em seus riffs.

### Solo
Na maioria das músicas de rock e metal há uma parte do solo, ou uma parte em que o vocal da espaço para que a guitarra tome a melodia principal, dando novo ar à música.Frequentemente, introduções, interlúdios e encerramentos das músicas são tomadas pela guitarra solo.

### Efeitos
Geralmente, tocada com uma série de modulações e efeitos de distorção, os estilos de guitarra solo são frequentemente caracterizados pelo som individual do artista. A maioria dos guitarristas famosos possui uma gama de efeitos regulares que definem seu estilo. Formando assim um padrão que fortalece o estilo do guitarrista pela similaridade em todos os efeitos. Há vários tipos de efeitos, dentre os quais, wah-wah, phaser, delay, reverb, e outros mais.